# Paulino Fernández
Paulino Fernández Vázquez, nacido en Surribas (Adá, Chantada) en 1925 y difunto en el mismo lugar el 8 de marzo de 1989, fue un labrador gallego, que cometió el mayor asesinato en masa de la historia de Galicia y posteriormente se suicidó.

## El crimen de Chantada

### Antecedentes
Los conocidos de Paulino Fernández hablan de él como un vecino introvertido, tranquilo y serio, que se llevaba bien con todo el mundo a pesar de ser una persona reservada. Al parecer, llevaba tiempo preocupado por la propiedad de unas tierras que les había comprado a unos parientes en Brasil, y que no estaban a su nombre en el catastro, conforme declaró su abogado y luego alcalde de Chantada, Serxio Vázquez Yebra, que habló en la mañana del crimen con él. Según su relato, el día de los acontecimientos, Paulino estaba más nervioso y depresivo de lo normal y llevaba un tiempo obsesionado con que sus vecinos querían hacerse con las tierras recién adquiridas. Esa misma mañana habló también con su notario y después hizo algunos recados por Chantada con su hermano, Marcelino Fernández, que comió con él en su casa de Surribas.
Paulino estaba casado desde hacía treinta años, y no tenía hijos; su mujer, Sofía Ríos, doce años mayor que él, tenía problemas de movilidad y ceguera como consecuencia de un accidente en que se había roto la cadera. Desde 1971, Paulino sufría de un síndrome depresivo que le afectaba físicamente con síntomas reumáticos y cuyo tratamiento abandonó en 1988 al no volver a la consulta de su psiquiatra.

### Los hechos
El 8 de marzo de 1989 sobre las tres y media de la tarde, de regreso en Surribas, Paulino Fernández salió de su casa y atacó con un cuchillo de la matanza a su vecino de al lado José Gamallo Ramos, de 36 años, que se encontraba cortando leña. Este escapó herido con una puñalada en el abdomen y otra al costado junto a su mujer, que llamó a la Guardia Civil. Paulino volvió a su casa, y como cada día, sacó a pastar a sus catorce vacas y fue con ellas hacia Quinzán da Vila. De camino encontró cuatro vecinos de una misma familia trabajando en una finca, y los atacó. Tres de ellos murieron en el momento, y la cuarta intentó escapar por una pista hacia Adá, pero Paulino la alcanzó y la asesinó también. En ese momento, se encontró otro vecino, lo atacó y lo dejó herido grave.
Tras el asalto, decidió volver hacia Surribas por Quinzán del Carballo, y por el camino atacó a siete vecinos más, dos de los cuales murieron en el momento y una más falleció veinte días después por las heridas sufridas. En su camino también se encontró con otras personas a las que no atacó.
Cuando llegó la Guardia Civil, Paulino ya había vuelto a su casa, de donde su hermano había sacado a su mujer tras conocer los sucesos. Le prendió fuego a la vivienda con él dentro y se acostó en la cama. Falleció como consecuencia de este incendio, que destruyó por completo la casa y el tractor que recientemente había comprado.

### Las víctimas
Incluyendo al propio Paulino Fernández, hubo ocho muertos:
- Avelina Moure Soengas (67)
- Emilio Ramos Blanco (66)
- José Lago García (59)
- Celsa Sanmartín Ledo (63)
- Aurora Sanmartín Ledo
- Maximino Saa Sánchez (72)
- Amadora Vázquez Pereira (43)

### El entierro
El día 10 de marzo, cinco de las víctimas, incluido Paulino Fernández, fueron enterradas en la iglesia parroquial de Adá. El entierro de Paulino se realizó una hora antes de la ceremonia conjunta de sus víctimas. La sexta víctima fue enterrada en su cercana aldea natal de Mato (Taboada).

## Impacto cultural
El crimen de Paulino Fernández aparece citado en el largometraje La matanza caníbal de los garrulos lisérgicos (1993), del cineasta Antonio Blanco. También se menciona su nombre en la canción "Terra brava" de Os Diplomáticos de Monte Alto (1993) y en la canción "La matanza de Lugo" de Patrullero Mancuso. El grupo de metal Def con Dos también le hace referencia en su canción Veraneo en Puerto Hurraco con la frase: "y en algún lugar del limbo, está Paulino, diciéndose contento, ¡estos son mis niños!"